# 蒋品超
蒋品超（1967年10月10日—），华裔作家、诗人。国际网络史上首位经专业研究机构揭示遭国际大型网络公司(Google)封锁作者，美国国会“全球网络自由法案（Global Online Freedom Act）” 当事人，美国国会图书馆邀约国藏作家，澳大利亚国家图书馆国藏作家，中国禁书《呼唤英雄》作者，《六四诗集》、《维权诗集》、《流亡诗集》主编，六四纪念歌曲《64三十五年祭》、《六四是我的祖国》制作人。遭中国封禁歌曲《我的故乡是蒋湖》的制作人。曾因六四事件入狱四年. 曾就国际网络公司Google在中国的封锁行为与该公司展开谈判。

## 生平
出生于中国湖北天门，1989年6月，中国华中师范大学汉语言文学系毕业，曾任校学生会宣传部长，7月分配至武汉大学新闻系执教，因六四期间参与组织湖北地区学生运动，同年11月被捕，入狱四年，剥夺政治权利两年，在中国湖北省第一监狱服刑。1992年服刑期间，因反抗狱方虐待，遭监狱当局禁闭，严刑拷打，联合国人权组织为此与中国政府严正交涉。
2001年－2004年，在美国利用网络与中国诗人进行诗歌交流与论战，倡导“反思历史、关注政治、悲悯民生”，提出“民生思潮”理论，及“幻象思维”理论。内容涉及到六四、民生、政治等诸多敏感问题，在封闭的中国这样以公开形式在网络提及、倡导与推动尚属首次，为此，引起大量中国诗人与作者转入。由于本次论战蒋品超诗文崇尚高贵情怀，主张对历史与现实关切对百姓与社会悲悯反对偏安淫秽，因而在与以伊沙、沈浩波等人为代表的注重肉体欢悦重视物质享乐的“下半身写作”诗人及以韩东、于坚等人为代表的主张颓废偏安的反文化的“后现代主义”诗人决斗中，有人将此论战称之为“灵肉之争”。由于影响过于强烈，2004年，他在中国网络的活动被彻底封锁。
2004年9月16日美国动态网以“蒋品超”为对象发布研究报告《Google Chinese news censorship demonstrated》  揭示其遭Google新闻搜寻在中国封锁。同日，与其在网争论的两位中国作者伊沙、李少君分别以与蒋品超《呼唤英雄》等诗作及《中国诗坛的悲剧：伟大诗人失去了伟大的读者》等评论争论的作品诗集《我的英雄》、诗歌评论《草根性与新诗的转型》在中国国内新诗史上最大规模奖励首届“明天·额尔古纳”中国诗歌双年展中获奖。
蒋品超被google封锁是国际网络史上第一例专业研究机构揭示一位作者被国际大型网络公司封锁事件。由于google违背其“不做坏事”（Do no evil）的承诺，该次事件曾引起国际社会长时间广泛关注。美国国务院赖斯女士曾为此召开国务会议，美国国会曾对此专门举行听政会。此次事件后国际社会各政府和重要组织开始正视网络封锁言论自由。
2005年4月14日，获台湾第三届“总统文化奖”提名
。
2006年2月15日，蒋品超以国际网络史上第一位被国际大型网络公司封锁证人身份在美国洛杉矶中国总领事馆前绝食抗议网络封锁，支持当日美国国会就网络封锁对Google、Yahoo、思科、微软四公司行为举行的听证会，接受美联社、读卖新闻、台湾中央通讯社等十多家大型媒体采访。次日上午因中国总领事馆指控其骚扰，被当地警察逮捕，下午经当地社团营救，由于事实不实，中国总领事馆指控被退回。
2006年3月5日，与多位民运人士发起全球万人同步绝食，声援中国维权人士，抗议中国政府迫害，并组织、主持洛杉矶当地绝食抗议活动，掀起海外华人抗议中国政府迫害自己同胞的高潮。。